# Шарлотта Кліверлі-Бісман
Шарлотта Люсі Кліверлі-Бісман (англ. Charlotte Lucy Cleverley-Bisman; 24 листопада 2003, Острів Вайгеке, Нова Зеландія) — дочка Пем Кліверлі та Перрі Бісмана, відома як обличчя компанії заохочення вакцинації проти менінгококової інфекції у Новій Зеландії після того, як перехворіла на тяжку генералізовану форму — менінгококцемію, своєрідний сепсис. Вона вижила незважаючи на серію небезпечних для життя ускладнень та з'явилась на передніх шпальтах газет по всьому світу під прізвиськом «Чудесне дитя Шарлотта».

## Менінгококова інфекція у Новій Зеландії
У 2004 році епідемія менінгококової інфекції у Новій Зеландії тривала вже 13 років. Це захворювання спричинює менінгокок, у найтяжчих випадках проявляється менінгітом та / або менінгококцемією (менінгококовим сепсисом). У більшості Західних країн щорічно фіксується менше 3 випадків на 100 тисяч осіб. До епідемії у 1991 році захворюваність у Новій Зеландії була 1,5 випадки на 100,000. У 2001 році, найгіршому році епідемії у цій країні, захворіло 1754000 жителів, 220 померло, а у 1080 були серйозні ускладнення, такі, як ампутації кінцівок і тяжкі пошкодження головного мозку. 8 з 10 були молодші 20 років, а половина була молодшою 5 років. Вважають, що низька летальність від хвороби, порівняно з міжнародними показниками була зумовлена широким висвітленням захворювання та його симптомів у суспільстві. У червні 2004 року Шарлотта Клеверлі-Бішоп стала обличчям кампанії боротьби з епідемією.

## Початок захворювання

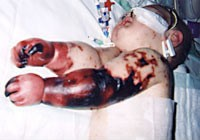
Шарлотта Клеверлі-Бісман із проявами менінгококового сепсису на руках.

Зранку 17 червня 2004 року в Шарлотти було блювання та пригнічення психоемоційного стану. Батьки розцінили це як наслідок болю від очікуваного прорізання зубів. До середини ранку в неї з'явилась маленька пляма на шиї, тому її мати кинулась з нею до Медичного центру Вайгеке Остенд (Остенд, Вайгеке). Там дитині поставили діагноз менінгококцемії. Через десять хвилин вона покрилась петехіями. Їй ввели пеніцилін і швидко транспортували гелікоптером до Зорельоту дитячого здоров'я. Через пів години після виявлення перших петехій усе тіло вкрилося великими, характерними для перебігу менінгококцемії, геморагічними плямами, шкіра набула багряно-синюшного забарвлення, а нижні частини кінцівок потемніли, а згодом почорніли. Вона не повинна була вижити, за перші пів години у «Зорельоті» їй двічі здійснені реанімаційні заходи. Проводили інтенсивну терапію, яка включала зондове харчування, переливання крові та штучну вентиляцію легень.
Наступного дня лікарі з госпіталю повідомили, що, якщо вона взагалі виживе, Шарлотті треба буде ампутувати щонайменше обидві ноги та більшу частину лівої руки, щоб врятувати дівчинку від гангрени. За три тижні очікування оформлення чіткої демаркаційної лінії її катетери забивались кілька разів, тому для забезпечення судинного доступу було здійснено необхідне додаткове хірургічне втручання (венесекція). На кінець червня стало зрозуміло, що слід ампутувати усі чотири кінцівки. Операцію провели 2 липня. Але обидві ноги та ліву руку ампутували «оптимістично» не над колінними та ліктьовим суглобом, а через них, сподіваючись уберегти зони росту на кінцях довгих кісток. Це б полегшило протезування у майбутньому.
Батьки Шарлотти сприяли оприлюдненню цього випадку по всій країні, щоб підвищити рівень обізнаності інших батьків про швидкість розвитку цього захворювання і наголосити на необхідності вакцинації. Благодійні організації надавали їм гроші для покриття їхніх витрат. Першою з них був Фонд Джессі Дін (англ. Jassy Dean Trust), заснований у 1992 році, коли інша дівчинка також померла від менінгококової інфекції.

## Видужання

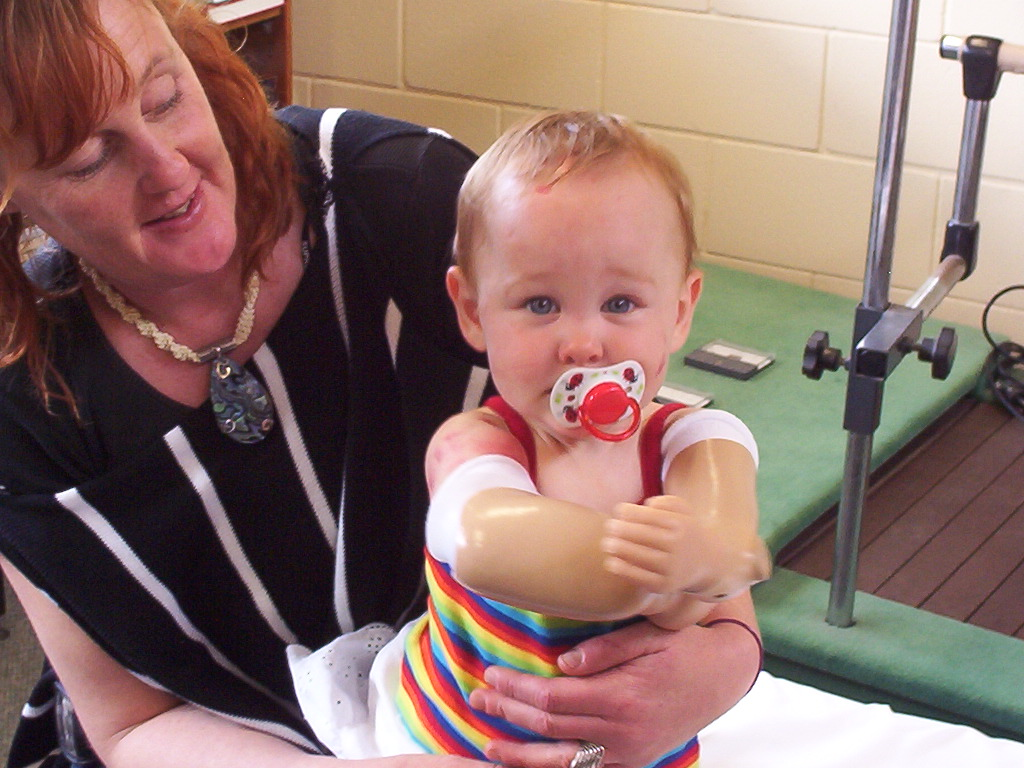
Шарлотта з матір'ю Пем Клеверлі показують протезовані руки та обладнання для реабілітації.

Після двох із половиною місяців перебування в «Зорельоті» Шарлотту перевели на тримісячний курс реабілітації у центр дітей з інвалідністю «Будинок Вілсона» у Такапуні, Окленд. Вправи зробили її м'язи доволі сильними: вона могла перевертатись і навіть притуляти чашку до рота без протезів. Шарлотта повернулась додому у Вайгеке в грудні, якраз вчасно, аби відсвяткувати її перший день народження.
Як частина процесу реабілітації, вона щодня бавилася з іграшками та робила ревбілітаційні вправи. Здійснила перші самостійні кроки на протезах та милицях у вересні 2008 року. З жовтня 2009 року милиці їй більше не були потрібні.
У грудні 2008 року, у віці п'яти років, Шарлотта здобула інаугураційну премію телебачення Нової Зеландії «Рішучість духу» (англ. Attitude Spirit).

## Наступне життя
У 2010 році Шарлотта виросла зі своїх протезів і її сім'я знову попрохала про допомогу. У серпні 2011 року дівчинка з батьками вчетверте з'їздила у «Табір без меж» (англ. Camp No Limits), табір для дітей з втраченими кінцівками зі спільним перебуванням із батьками Там їй проводили фізіотерапію та вчили ходити на її нових кінцівках.. Згідно з The New Zealand Herald батько зазначив, що 
«цей процес стане щорічною подією, оскільки Шарлотта досі росте, тому те, що вона виросте зі своїх протезів — питання кількох місяців» Оригінальний текст (англ.)
«the process would be an annual event, given Charlotte is still growing and therefore growing out of her prosthetics in a matter of a few months».
Упродовж перебування у таборі у 2013 році Шарлотта підбадьорювала інших дітей з ампутаціями після менінгококової інфекції. До 13 років Шарлотта зайнялася кількома видами спорту, такими як серфінг, стрибки з парашутом і бокс.

## Обізнаність та підтримка громадськості
За час перебування Шарлотти у шпиталі, благодійні донори дали сотні подарунків та близько 60 тисяч новозеландських доларів. Проте витрати були такі значні, що цього вистачило менше ніж на рік. Після її госпіталізації на її ім'я створили фонд. Первинною його метою було забезпечення необхідним Шарлотти, а вторинною — підвищення обізнаності щодо менінгококової інфекції.
Хвороба Шарлотти Клеверлі-Бісман та інтерес оточуючих людей суттєво посприяли обговоренню питання імунізації проти менінгокококової інфекції. Згадування її випадку було одним із рушіїв імунізації в країні. Її батько допоміг оприлюднити інформацію про доступність вакцинації аби забезпечити щеплення якнайбільшої кількості людей. З 2004 по 2006 рік Нова Зеландія пропонувала безкоштовну вакцинацію особам до 20 років проти штаму менінгококу групи B, який спричинив цю епідемію (вона не захищала від інших типів менінгокока, включаючи A, C, Y, W135 та інші штами В). Рутинна вакцинація немовлят та дошкільнят тривала до 2008 року. Остання фаза програми імунізації для людей з високим медичним ризиком закінчилась у березні 2011 року. Загалом вакцину отримало понад 1,1 млн молодих жителів Нової Зеландії. Частота випадків із 2001 по 2010 рік упала в десять разів.